# 98e régiment d'infanterie messin
Pour les articles homonymes, voir 98e régiment.
Le 98e régiment d'infanterie messin (Metzer Infanterie-Regiment Nr. 98, MIR 98) est une unité d'infanterie de l'Empire allemand créée en 1881 et dissoute en 1918.

## Historique de l'unité
L'"Infanterie-Regiment Nr. 98" est créé le 24 mars 1881 dans le Brandebourg. Il est transféré à Metz, en Lorraine, en 1884. Rattaché au XVI. Armee-Korps, le régiment est baptisé "Metzer Infanterie-Regiment Nr.98 " le 27 janvier 1902. Le 13 octobre 1914, les effectifs du régiment d'infanterie de réserve de Metz, dissout, intègrent le MIR 98.

## Formation en 1914
- 16e corps d'armée (Fortifications de Metz).

Commandant en chef: General der Infanterie Bruno von Mudra.
- 33e division d'infanterie.
- Brigade: 66e brigade d'infanterie
- Commandant : Oberst Friedrich Heuer.
- Garnison: Metz, Tivoli-Kaserne.

## Sources
- (de) Machenhauer, Hermann : Das Metzer Infanterie-Regiment 98 - Erinnerungsblätter deutscher Regimenter (preuß. Anteil, Band 51), Stalling Verlag, Oldenburg, 1923.